# Bányavölgy
Bányavölgy (1890-ig Duplin, szlovákul: Duplín) község Szlovákiában, az Eperjesi kerület Sztropkói járásában.

## Fekvése
Sztropkótól 5 km-re északnyugatra, az Ondava bal partján fekszik.

## Története
1379-ben a szorocsányi uradalom részeként említik először.
A 18. század végén Vályi András így ír róla: „DUPLIN. Tót falu Sáros Vármegyében, földes Ura Gróf Áspermont Uraság, lakosai katolikusok, fekszik Ondava vize mellett, Stropkotól fél, Hanusfalvától pedig két mértföldnyire, szántó földgyeit Ondova vize néha el szokta önteni, de mivel jól termők, réttye sem rossz, és legelője hasznos, szükséges fája is van, piatzozása sints meszsze, első Osztálybéli.”
Fényes Elek 1851-ben kiadott geográfiai szótárában így ír a faluról: „Duplin, Sáros v. tót falu, a makoviczi uradal., az Ondava mellett, Sztropkóhoz 3/4 mfd., 373 romai, 35 g. kath., 6 evang., 20 zsidó lak. Kath. paroch. templom. Vizimalom. Mind földe, mind különösen rétje kövér, erdeje van. Ut. p. Orlik.”
1920 előtt Sáros vármegye Felsővízközi járásához tartozott.

## Népessége
| Év:            | 1994. | 2004.   | 2014.    | 2024.   |
| -------------- | ----- | ------- | -------- | ------- |
| Emberek száma: | 494   | 452     | 531      | 514     |
| Eltérés:       |       | -8,50 % | +17,47 % | -3,20 % |

| Év:            | 2023. | 2024.   |
| -------------- | ----- | ------- |
| Emberek száma: | 506   | 514     |
| Eltérés:       |       | +1,58 % |

1910-ben 337 ruszin, szlovák és lengyel anyanyelvű lakosa volt.
2001-ben 480 lakosából 468 szlovák és 8 ruszin volt.
2011-ben 478 lakosából 421 szlovák és 8 ruszin volt.

## Neves személyek
- Itt született 1846-ban Tost Gyula országgyűlési képviselő, vallás- és közoktatásügyi miniszter.

## Nevezetességei
- Római katolikus temploma 1861-ben épült.